# San Pedro Teutila

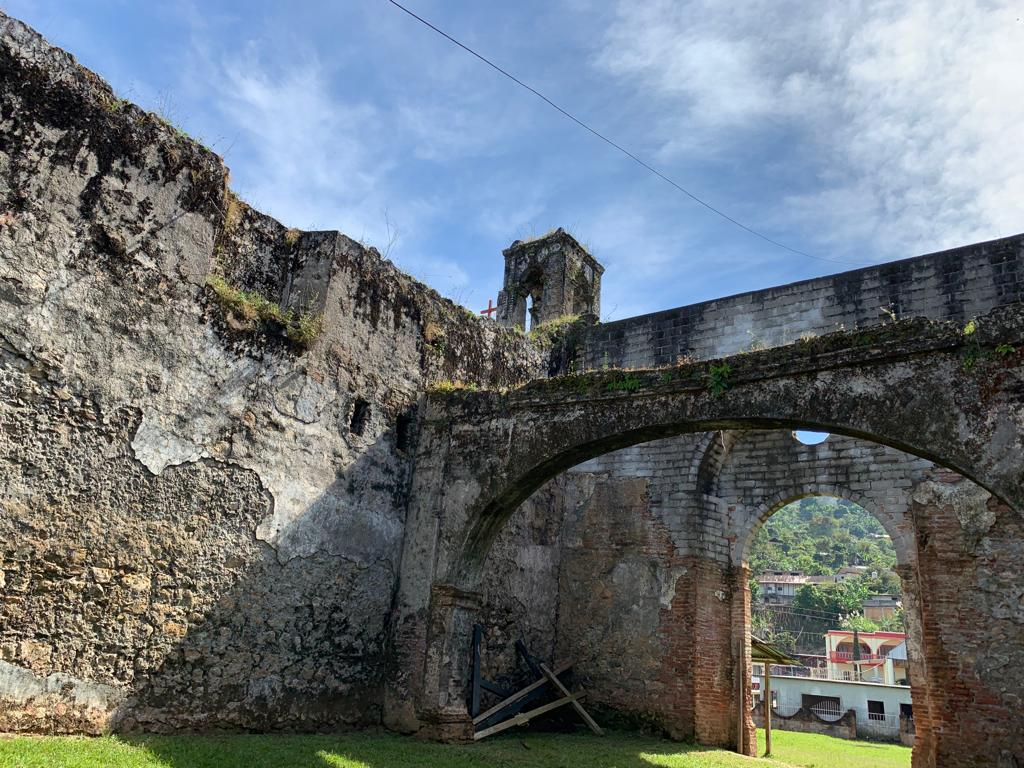
Ruinas de Templo de Teutila construido en el.

Teutila, oficialmente, San Pedro Teutila es una localidad mexicana del estado de Oaxaca, cabecera del municipio del mismo nombre, ubicado en la región Cañada del Estado perteneciente al Distrito Judicial de Cuicatlán.
Se encuentra ubicado en la Sierra Cuicateca en la región conocida como Sierra de Teutila en el norte del Estado en las coordenadas geográficas 17°58' de latitud norte y en los 96°42' de longitud oeste a 1,020 metros sobre el nivel del mar. 

### Etimología

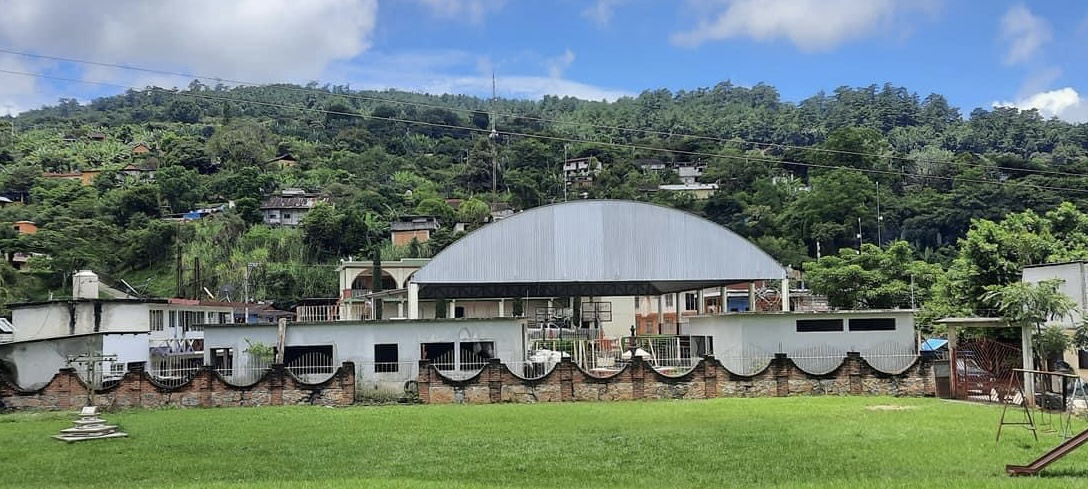
San Pedro Teutila visto desde el Templo Católico

El nombre de Teutila en idioma cuicateco es Cuete Yacu, aunque según pronunciación de los locales, también podría ser Cuete Yauco. A pesar de no contar con un significado claro, Ingrid Geist señaló que por tradición oral, su significado sería el “Lugar del Dios Negro”. En el mismo sentido, Sebastián Von Doesburg, le otorga el significado de “en el gran Tlillan [templo oscuro]”. 